# Antoine de La Rochefoucauld
Pour les articles homonymes, voir La Rochefoucauld.

Antoine II de La Rochefoucauld, seigneur de Chaumont-sur-Loire, chambellan du Roi

Antoine de La Rochefoucauld est seigneur de Chaumont-sur-Loire, chevalier de l'ordre du Roi et son chambellan.

## Historique
Il assiste à la bataille de Jarnac après laquelle il se retire à Cognac.
C'est lui que Coligny charge d'enlever Nontron, qui est emportée d'assaut le 8 juin et dont la garnison est ensuite passée au fil de l'épée.

## Statut familial
Il a épousé, le 7 octobre 1552, Cécile de Montmirail, fille d'Étienne de Montmirail, seigneur de Chambourcy, maître des Requêtes et de Louise de Selve.
Ils eurent 10 enfants :
- Jacques, seigneur de Chaumont-sur-Loire et de Langeac, qui épousa Françoise de Langéac, fille de Jean et de Marie de Chabannes ;
- Charles-Isaac, mort jeune ;
- François, abbé de Réau ;
- Antoine, prieur de Saint-Portien sacré évêque d'Angoulême le 5 juin 1608, qui assista à l'assemblée du clergé à Paris en 1615, souscrivit au concile de Bordeaux en 1624 et mourut dans son palais épiscopal le 24 décembre 1634 et fut inhumé dans la cathédrale devant le grand autel ;
- Françoise, mariée à Bertrand de Fayolles de Mellet, seigneur de Neufvy et de Saint-Martial, mestre de camp d'un régiment ;
- Jeanne, mariée par contrat du 6 janvier 1579 à Jean-Antoine de Mauléon en Gascogne ;
- Marguerite, chanoinesse de Remiremont, mariée à Gaston de la Rochefoucauld, seigneur des Salles, son cousin ;
- Marie, abbesse du Paraclet en Champagne, morte le 19 février 1639 ;
- Eléonore, mariée le 9 janvier 1600 à Marc de Polignac, seigneur d'Abdiac et de Lardeyrol en Velay, à cinq quarts de lieue du Puy.